# Planter i rummet
Planter i rummet er planter, der dyrkes i rummet, typisk i et vægtløst miljø, men under tryk og et i øvrigt kontrolleret miljø. I forbindelse med menneskelig rumfart kan de benyttes til føde eller til at rense luften ombord på rumfartøjet eller på sigt i en rumkoloni. Planter kan omdanne kuldioxid til vigtig ilt og kan kontrollere luftfugtigheden i kabinen i rumfartøjet.
Et problem med plantevækst i rummet er at få planterne til at gro uden påvirkning af tyngdekraft. Den manglende tyngdekraft vanskeliggør udviklingen af rødder, ligesom det er vanskeligt at få tilvejebragt næring til rødderne.
Man har i mange år forsøgt at få planter til at vokse i rummet. Det er lykkedes for forskere at få en plante til at vokse i rummet, på en rumstation. Første gang det lykkedes for kosmonauter at få en plante til at vokse, blomstre og sætte frø, var i 1982 ombord på Saljut 7, hvor planten Almindelig gåsemad blev dyrket, men nogle mener, at det allerede lykkedes  i 1971. Men flere kilder skriver, at den første plante voksede i 1982.
En frøkenhat sprang ud i rummet 2016, hvor astronauten Scott Kelly skrev på sin twitter first ever flower grown in space, make it's debut!.
| Plante       | Årstal | Rumstation |
| ------------ | ------ | ---------- |
| Gåsemad      | 1982   | Saljut 7   |
| Solsikke     | 2012   | ISS        |
| Squashplante | 2012   | ISS        |
| Salat        | 2015   | ISS        |
| Frøkenhat    | 2016   | ISS        |

Der har været flere andre. ISS laver meget avancerede forsøg på deres rumstation.